# Кульсеитовский сельсовет
Кульсеитовский сельсовет — административно-территориальная единица в Казанской губернии и Татарской АССР. 
Административный центр — Кульсеитово.
Образован в 1919 году в составе Собакинской (Калининской) волости Казанского уезда той же губернии (с 1920 года в составе той же волости Арского кантона Татарской АССР). При районировании Татарской АССР в 1930 году сельсовет вошёл в состав Казанского района.
В 1933 году упразднён, населённые пункты переданы Большедербышкинскому сельсовету.
Население сельсовета составляло 500 чел. в 1920 году, 580 чел. в 1922 году, 798 чел. в 1927 году.

### Комментарии
1. ↑  Примечание источника: Населённые пункты, имеющие менее 50 жителей, указаны не все
2. ↑  Примечание источника: Очень мелкие населённые пункты (кордоны, сторожки, и.т.д.) не включены